# Diary (romanzo)
Diary è un romanzo di Chuck Palahniuk del 2003.

## Trama
(Chuck Palahniuk, Diary)
Misty, dopo aver sposato Peter Wilmot, un enigmatico ragazzo conosciuto alla scuola d'arte, è andata ad abitare nell'apparentemente paradisiaca Waytansea Island. Dopo il tentato suicidio del marito, che finisce in coma, Misty, sola e con una figlia dodicenne sempre più distante da lei, continua a lavorare come cameriera nell'hotel dell'isola, abusando di alcol per cercare di superare la pesantezza di ogni giorno e le continue pressioni della suocera, che le consiglia di riprendere a dipingere per poter avere una vita più dignitosa. La donna, inoltre, inizia a ricevere lamentele riguardo a strani eventi capitati negli edifici ristrutturati da Peter: delle stanze risultano essere sparite. In seguito alla chiamata di Angel Delaporte, un grafologo che chiede alla donna di recarsi nella sua abitazione, si scopre che Peter ha voluto comunicare qualcosa tramite dei messaggi lasciati nelle case. Dopo eventi bizzarri e dolorosi, Misty si troverà costretta a riavvicinarsi all'arte, per poi scoprire infine che l'intera isola e gli abitanti nascondono un'inquietante "tradizione", volta a sfruttare il suo talento per preservare l'isola.

## Personaggi
Misty Marie WilmotCameriera nel Waytansea Hotel. Promettente studentessa dell'Accademia di belle arti, una volta sposatasi con Peter e trasferitasi sull'isola di Waytansea, prende atto di non essere una pittrice dotata e abbandona ogni velleità artistica.
Peter WilmotIl marito di Misty, ricoverato in ospedale, in coma dopo un tentato suicidio.
Tabitha "Tabbi" WilmotLa figlia dodicenne di Misty e di Peter.
Grace WilmotLa suocera di Misty.
Harrow "Harry" WilmotIl suocero di Misty, da questa creduto morto, si scoprirà invece essere vivo e la sua morte una finzione orchestrata da Grace e dal dottor Touchet.
Dottor TouchetIl medico di Waytansea Island.
Angel DelaporteGrafologo ed ex amante di Peter.
Clark StiltonDetective della polizia. Investiga sui delitti compiuti da una sedicente organizzazione terroristica.

## Edizioni
- (EN) Chuck Palahniuk, Diary, 1ª ed., Doubleday, 2003, ISBN 0-385-50947-2.
- Chuck Palahniuk, Diary, collana Strade Blu, traduzione di Matteo Colombo, Arnoldo Mondadori, 2004, ISBN 88-04-53163-0.